# グロース＝ツィンメルン
グロース＝ツィンメルン (ドイツ語: Groß-Zimmern) はドイツ連邦共和国ヘッセン州ダルムシュタット＝ディーブルク郡に属す町村（以下、本項では便宜上「町」と記述する）。

## 地理
グロース＝ツィンメルンはダルムシュタットの東約15kmに位置する。
自然環境は、オーデンヴァルトの北、マイン川に向かって開けた三方を囲まれたディーブルク盆地に属す。小さなゲルシュプレンツ川がグロース＝ツィンメルンを貫いて流れている。

### 隣接する市町村
グロース＝ツィンメルンは、北はメッセルおよびディーブルク、東はグロース＝ウムシュタット、南東はオッツベルク、南はラインハイム、西はロスドルフおよび郡独立市のダルムシュタットと境を接する。

### 自治体の構成
グロース＝ツィンメルンは、グロース＝ツィンメルン地区とクライン＝ツィンメルン地区からなる。

## 歴史
グロース＝ツィンメルンはフルダ修道院が創設したことが知られている。この町は1250年にカッツェンエルンボーゲン伯の文書に初めて記録されている。それはフルダ修道院が亡くなったゲオルク・フォン・ツィンメルンのレーエンをディーター・フォン・カッツェンエルンボーゲンおよびエーバーハルト・フォン・カッツェンエルンボーゲンンに与えた時のものである。
現在の町名「Groß-Zimmern」は、13世紀に記録された表記「Cymmern Superior」から「Obernzimmern」、「Zummern」、「Zymern」、「Zymmern」、「Großen Zymern」、「Oberzimmern」、「Großen Zimbern」といった表記を経由して発展・変形したものである。
1977年の市町村再編によってそれまで独立した町村であったクライン＝ツィーメルンがグロース＝ツィンメルンに合併した。
中世には、周辺の森を含むヴィルトバンネス・ドライアイヒの30のヴィルトフーベン（農民に分配された林業用地）のうち2つがクライン＝ツィンメルンにあった。

## 行政

### 議会
グロース＝ツィンメルンの議会は37議席からなり、専門分野の準備を行う委員会が3つある。主要・金融委員会、都市計画・環境委員会、社会・スポーツ・文化委員会がそれらである。町の代表者は町長のアヒム・グリムと、会派の議員数に応じて配分された7人の名誉職の副町長で形成される。第1副町長は、ハンス・ヴィヒマン (CDU) である。

## 交通
グロース＝ツィンメルンは郡の中央に位置し、多くの市町村への交通の便がよい。

## 人物

### 出身者
- ハインリヒ・アンゲルマイアー（1885年 - 1945年）1924年から31年までヘッセン州の州議会議員
- ゲオルク・ダッシュナー（1911年 - 1944年）ハンドボール選手。1936年オリンピック代表選手（ゴールド・メダリスト）
- ローラント・ロルツ（1937年 - 2007年）重量挙げ選手。1960年ローマオリンピック代表選手（第8位）

## 引用
1. ↑  Hessisches Statistisches Landesamt: Bevölkerung in Hessen am 31.12.2023 (Landkreise, kreisfreie Städte und Gemeinden, Einwohnerzahlen auf Grundlage des Zensus 2011)]